# Mień Lipno
Mień Lipno – polski klub piłkarski z siedzibą w Lipnie, założony przez Jana Horowicę w 1922 roku.

## Historia klubu
Ruch sportowy w Lipnie datuje się na rok 1922, kiedy to nauczyciel tutejszego gimnazjum Leon Horowicz założył Lipnowski Klub Sportowy (LKS). Początkowo w klubie grali nauczyciele, uczniowie oraz rzemieślnicy z Lipna. Zaczęło się od piłki nożnej. Prowizoryczne boisko stanowił plac niedaleko szpitala. W LKS istniały również sekcje tenisa ziemnego i bokserska. Należy wspomnieć, iż w tych czasach istniały również kluby żydowskie: „Gwiazda” i „Makabi”.
W 1939 na peryferiach miasta do użytku oddano stadion. Istnieje on po dziś dzień, po gruntownej modernizacji w roku 1966, a następnie w latach 1989-1994 uzupełniony o trybunę krytą. Wraz z wybuchem II wojny w 1939 roku LKS przerwał swą działalność.
W 1945 roku klub zaczął działać od nowa, jednak władze nie zgodziły się, by klub występował pod nazwą LKS i dlatego w zależności od sytuacji politycznej występował kolejno jako: OM TUR, ZPM „Mień”, „Związkowiec”, ZS „Gwardia”, LKS „Budowlani”, MLKS „Mień” i ostatnio MKS „Mień”. Wówczas najskuteczniejszym napastnikiem był Wiesław Witecki. Wystąpił w 134 spotkaniach strzelając 167 bramek. W latach 70. Wiesław Witecki był działaczem, a w latach 1980-1985 prezesem Klubu Mień Lipno. Sezon 1982/83 zakończył się pierwszym w historii klubu awansem do III ligi. Zespół z Lipna znalazł się wśród 116 najlepszych drużyn w Polsce. Rok 1984 był rokiem pechowym dla lipnowskiego klubu, gdyż po dobrej grze w rundzie jesiennej, Mień nie uchroniła się od spadku z ligi. Za to sezon 1989/90 dał drugi już awans do III ligi. Trzecia liga gościła w Lipnie do roku 2001, kiedy to Mień spadła do IV ligi kujawsko-pomorskiej. Po bardzo dobrych występach w IV lidze przyszedł rok 2008, który dał drużynie Mieni awans do nowej III ligi. W roku 2009 klub miał bardzo duże problemy finansowe. Początkowo Mień miała być wycofana z ligi z powodu braku sponsora, jednak po przedłużeniu umowy sponsorskiej przez "Dawtonę" pozostała w III lidze. Drużyna zagrała tam jednak tylko jeden sezon, ponieważ zajmując przedostatnie, 15. miejsce, w sezonie 2008/2009 spadła z ligi. Ponadto, zespół nie przystąpił do rozgrywek IV ligi i w sezonie 2009/2010 rozgrywał swoje mecze w klasie okręgowej.

## Ważne mecze w Lipnie
Mień Lipno na swoim boisku podejmowała m.in.: w 1997 roku Polonię Warszawa 0:4,
w 2000 roku Legię Warszawa 1:5 oraz Arkę Gdynia 0:1, w 2004 roku Wisłę Płock 0:9, w 2006 roku Widzew Łódź 0:2.
Wszystkie mecze zostały przegrane przez gospodarzy, ale należy zauważyć, że przeciwnicy byli bardzo wymagający.

## Sukcesy
- Występy w III lidze w sezonach 1982/1983-1984/1985, 1989/1990-2000/2001, 2008/2009.
- Dotarcie do finału Pucharu Polski grupy: Kujawsko-Pomorskiej ZPN w sezonie 2002/2003

## Stadion
Na mocy uchwały Nr XLIII/374/2010 Rady Miejskiej w Lipnie z dnia 28 stycznia 2010 r. stadionowi przy ul. Sportowej 13 w Lipnie nadano nazwę „Stadion Miejski imienia Wiesława Witeckiego”
.
Pojemność obiektu to 3.000 miejsc (700 siedzących).